# Statunitensi
Gli statunitensi o americani (americans in inglese) sono i cittadini degli Stati Uniti.
Molti di loro si stabilirono nelle coste orientali degli Stati Uniti per colonizzare le zone del continente americano – sconosciuto fino a quel momento agli europei – e portare la madre patria a un livello economico, commerciale, industriale avanzato e riconosciuto, così da garantire una forte potenza statale.